# Alberto Cabrera
Alberto Cabrera Garrancho (5 de octubre de 1998, Santa Cruz de Tenerife), más conocido como Alberto Cabrera, es un jugador de baloncesto profesional de nacionalidad española.
Mide 1,93metros y ocupa la posición de Base. Actualmente juega en el FC Cartagena Baloncesto de la Liga LEB Oro, cedido por Lenovo Tenerife.

## Biografía
Alberto es un base formado en los grandes clubes de cantera de la isla de Tenerife como son CB La Salle, Real Club Náutico de Tenerife de Baloncesto y CB Canarias. Además, Alberto estuvo en el seguimiento de talentos de la FEB en la U12 y U13. 
En enero de 2015 al debutar con el Iberostar Tenerife en la Liga ACB con 16 años, tres meses y 20 días, siendo el tercer jugador más joven en hacerlo, después de Ricky Rubio y Ángel Rebollo. Durante la temporada 2014-15 disputaría 3 partidos en Liga ACB con el primer equipo de Iberostar Tenerife.
Durante las temporadas anteriores regresaría a las filas del Real Club Náutico de Tenerife de Baloncesto (equipo vinculado del Iberostar en Liga EBA) para disputar las siguientes temporadas.
Durante la temporada 2017-18 forma parte de la plantilla del CB Canarias B de la Primera Nacional.
En la temporada 2018-19 regresa a Real Club Náutico de Tenerife de Baloncesto en el que se convirtió en el primer base en EBA que con 20 años o menos promedia 6.7 rebotes defensivos, 3.9 robos y 0.6 tapones por 100 posesiones. Además, realizaría entrenamientos con el primer equipo y alternaría participaciones en la Basketball Champions League.
Durante la temporada 2019-20 realiza un grandes números en Liga EBA que le permitirían volver a Liga Endesa para jugar en dos partidos con el Iberostar Tenerife (ante el Bilbao Basket y el Baxi Manresa).
En la temporada 2020-21, el jugador canario es cedido al Zornotza Saskibaloi Taldea de LEB Plata, cedido por Iberostar Tenerife de la Liga ACB de España. Sus promedios fueron 10.8 puntos, 4.1 asistencias y 3.3 rebotes.
El 12 de agosto de 2021 se renueva el contrato de cesión al Zornotza Saskibaloi Taldea para disputar la temporada 2021-22. Promedió 12.3 puntos, 6.5 asistencias y 6.1 rebotes, siendo el jugador más valorado en la liga regular del grupo Oeste y el tercero de toda la competición .
El 28 de julio de 2023, firma por el CB Clavijo de la Liga LEB Oro, cedido por Lenovo Tenerife.
El 24 de enero de 2024, rescinde su contrato con el CB Clavijo y regresa al Zornotza Saskibaloi Taldea de la Liga LEB Plata, cedido por el Lenovo Tenerife.
El 4 de julio de 2024, firma por el FC Cartagena Baloncesto de la Liga LEB Oro, cedido por Lenovo Tenerife.

## Trayectoria deportiva
- Categorías inferiores CB La Salle
- Categorías inferiores Real Club Náutico de Tenerife
- Categorías inferiores Club Baloncesto Canarias
- Real Club Náutico de Tenerife de Baloncesto (2015-2017)
- CB Canarias B (2017-2018)
- Real Club Náutico de Tenerife de Baloncesto (Eba) (2018)
- Iberostar Tenerife (2019-Actualidad)
- -> Zornotza Saskibaloi Taldea (2020-2023)
- -> CB Clavijo (2023-2024)
- -> Zornotza Saskibaloi Taldea (2024)
- -> FC Cartagena Baloncesto (2024-act.)